# Sân vận động Source
Sân vận động Source (tiếng Pháp: Stade de la Source) là một sân vận động bóng đá ở Orléans, Pháp. Hiện tại, đây là sân nhà của US Orléans. Sân vận động có sức chứa 7.533 người và được khánh thành vào năm 1976.